# Hakon Stangerup
Carl Hakon Stangerup (født 10. november 1908 i København, død 22. juli 1976 smst) var en dansk professor, dr.phil., litteraturhistoriker og kritiker.
Stangerup blev student fra Vestre Borgerdydskole 1927, vandt Københavns Universitets guldmedalje 1931 og blev cand. mag. 1932. Han blev dr. phil. i 1936 på afhandlingen Romanen i Danmark i det attende Aarhundrede, som er en fyldig gennemgang og kategorisering af romanens udvikling i Danmark, set i sammenhæng med hovedudviklingen i udlandet, først og fremmest England. Her kan man følge udviklingen fra barok fantasi- og eventyrroman i starten af 1700-tallet til borgerlig psykologisk fortælling, som den (langsomt) udvikledes til efter engelsk forbillede, særligt med inspiration efter henholdsvis Samuel Richardson og Henry Fielding.
Han var litteraturkritiker ved Berlingske Tidende fra 1934, ved Dagens Nyheder 1935-43 og 1952-61 og ved B.T. 1962-72.
Hakon Stangerup var i starten af 1940'erne interesseret af den stortyske kultur, og skrev blandt andet i Nordisk Revue at "Der bliver store muligheder for Danmark i det nye Europa, ganske vist ikke for dansk partipolitik eller dansk handelspolitik, men for dansk kulturpolitik".
I artiklen bagatelliserede han frygten for at Danmark skulle opsluges i det nye Europa, og argumenterede for, at man skulle tilpasse sig de nye magthavere. Det førte til en forståelse af Hakon Stangerup som nazistisk inspireret.
I 1946 udkom tobindsværket Kulturkampen, som gennemgår brødrene Georg Brandes og Edvard Brandes kamp for det moderne gennembrud, set med kritisk borgerlige briller. Således lægges særligt vægt på Georg Brandes' nogle gange modsigende udtalelser og ofte nedladende holdning overfor den gryende realismes forfattere. Særligt fremhæves forfatteren og redaktøren af Dagbladet Vilhelm Topsøe som det miskendte geni der i virkeligheden gennemførte sit eget moderne litterære gennembrud. Værket er en detaljeret indføring i avisdebatten i perioden 1872-1883, og trods at Stangerups sympatier formår at skinne igennem ikke kun i udvalget af citerede tekster, men i høj grad også i hans egne kommentarer, er det en god introduktion til en omstridt periode i dansk kulturliv.
Hakon Stangerup efterlod sig derudover et stort forfatterskab, som omfattede litteratur, kultur og pressehistorie, bl.a. i værket Avisens Historie om den internationale presse og deres historie. Han var ligeledes en fremragende kender af svensk litteratur og udgav i 1941 samleværket Det moderne Sverige.

Han blev lektor i kulturhistorie ved Handelshøjskolen i København 1951, docent 1957 og professor fra 1961 og var næstformand for Radiorådet. Han var Kommandør af Dannebrog.
Stangerup var gift med skuespiller Betty Söderberg (1910-1993) og er far til forfatterne Henrik Stangerup (1937-1998) og Helle Stangerup (1939 -2015)
. Han var svigersøn til forfatteren Hjalmar Söderberg (1869-1941) og dennes hustru Emilie Söderberg f. Voss (1876-1957).
Hakon Stangerup er begravet i familiegravstedet på Vestre Kirkegård.